# Дитмар, Андрей Борисович
Андре́й Бори́сович Ди́тмар (31 мая 1911, Москва — 27 апреля 1989, Ярославль) — советский географ, историк географии, педагог, актёр. Специалист в области античной и средневековой географии. Входил в неофициальный «клуб шести» крупнейших советских историков географии.

## Биография
Происходил из немецкого дворянского рода эзельских Дитмаров (седьмое поколение), восходящего к эзельскому пастору Иоганну Людвигу Дитмару (1713—1763).
Потомственный географ, родился в семье географа, профессора Московского университета Бориса Петровича Дитмара (1878—1948). После окончания школы поступил на географический факультет Московского государственного университета имени Ломоносова. Окончив второй курс, оставил университет из-за тяжёлой болезни отца и отсутствия средств к существованию и без театрального образования стал актёром Малого театра, в котором служил два года. После службы в Красной Армии работал актёром Государственного Центрального театра юного зрителя.
В сентябре 1939 года снова был призван в Красную Армию и участвовал в походе РККА в Восточную Польшу, который закончился аннексией Западной Белоруссии. В 1940 году поступил на третий курс Крымского педагогического института в Симферополе. Биограф Дитмара пишет, что выбор крымского вуза был связан с болезнью коленного сустава. Но кроме того, кафедрой физической географии Крымского педагогического института в это время заведовал отец Андрея Дитмара — Б. П. Дитмар.
С началом войны Крымский педагогический университет был эвакуирован в Дагестан (с ним уехал и Б. П. Дитмар), а Андрей Дитмар перевёлся в Саратовский университет, который окончил с отличием в 1942 году. Во время Второй мировой войны преподавал топографию курсантам советских военных училищ.
В 1946 году начал преподавать в Ярославском педагогическом институте, где его отец с 1944 года заведовал кафедрой физической географии. Работал в Ярославском педагогическом институте сорок лет до 1986 года, тридцать восемь из них был заведующим кафедрой физической географии и почти тридцать лет деканом биолого-географического факультета.
Андрей Дитмар — создатель (1951) и руководитель Ярославского областного отделения Географического общества СССР. В 1977 году Дитмар защитил в Ленинградском государственном университете диссертацию на соискание учёной степени доктора географических наук. Одним из оппонентов Дитмара на защите докторской диссертации был Лев Гумилёв.
Владел немецким, английским и французским языками.

## Признание
Входил в неофициальный «клуб шести» крупнейших советских историков географии. Был одним из лучших советских географов-педагогов. Почётный член Географического общества СССР.

## Память
- 30 мая 2011 года в Ярославском музее-заповеднике была проведена выставка к столетию Андрея Дитмара, на которой были представлены его личные вещи, фотографии и книги[7].
- В 2023 году в корпусе Естественно-географического факультета Ярославского государственного педагогического университета имени К. Д. Ушинского Ярославским областным отделением Русского географического общества была установлена мемориальная доска в честь Андрея Дитмара[8].

### Публикации Андрея Дитмара

#### Книги
- Дитмар А. Б. От Скифии до Элефантины: Жизнь и путешествия Геродота. — М.: Географгиз, 1961. — 88 с. — (Замечательные географы и путешественники). — 20 000 экз. (обл.)
- Дитмар А. Б. В страны олова и янтаря: Путешествие Пифея из Массалии. — М.: Географгиз, 1963. — 72 с. (обл.)
- Дитмар А. Б. Родосская параллель: Жизнь и деятельность Эратосфена. — М.: Мысль, 1965. — 72 с. (обл.)
- Дитмар А. Б. Над старинными рукописями: («Топографические описания» Ярославского края конца XVIII века). — Ярославль: Верхне-Волжское книжное издательство, 1972. — 128 с. — 5000 экз. (обл.)
- Дитмар А. Б. Рубежи ойкумены: Эволюция представлений античных ученых об обитаемой земле и природной широтной зональности / Редактор карт О. И. Ермакова; Оформление художника Б. А. Лаврова. — М.: Мысль, 1973. — 136 с. — 65 000 экз. (обл.)
- Дитмар А. Б. География в античное время: Очерки развития физико-географических идей / Художник В. Д. Медведев. — М.: Мысль, 1980. — 152 с. — 6000 экз. (обл.)
- Дитмар А. Б. От Птолемея до Колумба. — М.: Мысль, 1989. — 254 с. — 50 000 экз. — ISBN 5-244-00314-3. (обл.)

#### Статьи
- Дитмар А. Б., Чернова Г. А. Развитие идеи широтной природной зональности в античной науке и её отражение в географии раннего средневековья // Известия АН СССР. Серия геогр.. — 1967. — № 4. — С. 127—134.
- Дитмар А. Б. О главнейших периодах и этапах истории географического познания Земли // Вопросы истории и теории физической географии. — Саратов, 1980. — Вып. 6 (13).
- Дитмар А. Б. К истории вопроса о границе между Европой и Азией // Учёные записки ЯГПИ им. К. Д. Ушинского. — 1958. — Т. XX (XXX). Часть 1. География. — С. 35—49.
- Дитмар А. Б. К вопросу о космогонических и географических взглядах Демокрита (около 460—359 гг. до н. э.) // Учёные записки ЯГПИ им. К. Д. Ушинского. — 1959. — Т. XXXII (XLII) «Естествознание». — С. 349—367.

### Об Андрее Дитмаре
- Дитмар, Андрей Борисович // Краткая географическая энциклопедия: В 5 томах / Глав. ред. А. А. Григорьев. — М.: Советская энциклопедия, 1966. — Т. 5. — С. 449. — 544 с.
- Есаков В. А., Резанов И. А., Федосеев И. А. А. Б. Дитмару — 70 лет // Вопросы истории естествознания и техники. — 1981. — № 4. — С. 152.
- Андрей Борисович Дитмар: [некролог] // Северный рабочий. — 29 апреля 1989 года.
- Емельянов А. С., Багрова Н. В., Черняева Н. А. Русский Север в трудах А. Б. Дитмара // Соловецкий форум «Россия. Север. Море»: Тезисы докладов международной конференции. — Архангельск, 1993.
- Дитмар Андрей Борисович // Словарь биографический морской  / Авт.-сост. В. Д. Доценко. — СПб.: Logos, 2001. — С. 127.
- Рохмистров В. Л., Щенёв В. А. А. Б. Дитмар — учёный, педагог, человек // Вестник ЯГПУ. — 2008. — № 4 (57). — С. 252—256.
- Андрей Борисович Дитмар // За педагогические кадры. — 2008. — № 11—12 (1501—1502) (ноябрь—декабрь). — С. 5.
- Драч Лариса. К столетию Дитмара // Северный край. — 15 июня 2011 года.
- Дитмар // История русских фамилий. Биографии известных людей. Архивировано 14 марта 2016 года.